# 弗朗西斯科·伦蒂尼

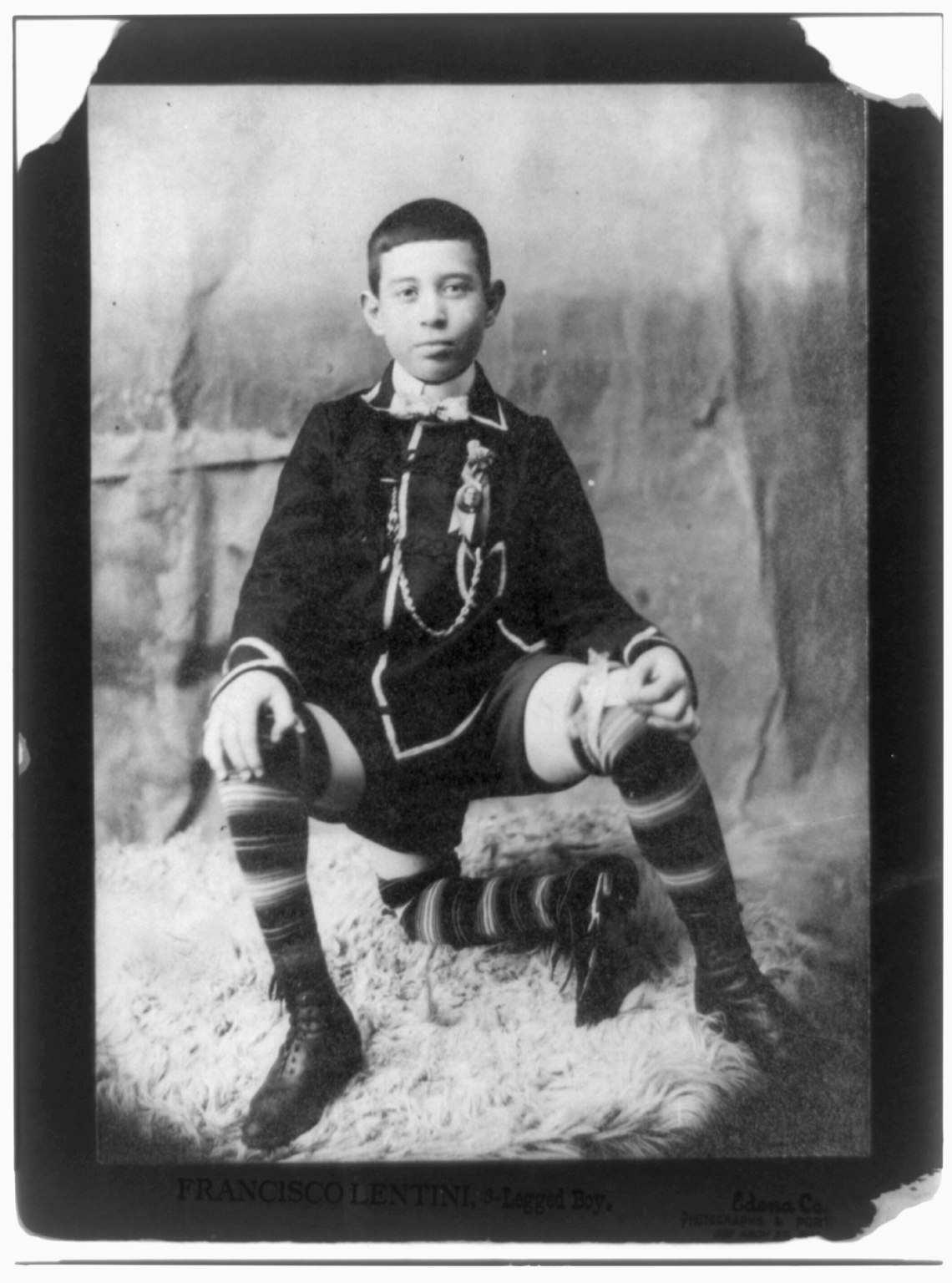
弗朗西斯科·伦蒂尼

弗朗西斯科·伦蒂尼（Francesco Lentini，1889年5月18日—1966年9月22日）出生于意大利西西里罗索利尼，他生有三条腿和两个正常的男性生殖器，他多出来的腿和生殖器实际上是他的连体双胞胎的一部分，实际上他还有一条第四条腿，只是因发育畸形，作为4英寸的突出物长在第三条腿上。1898年，弗朗西斯科·伦蒂尼来到美国，从事表演事业。1966年于佛罗里达州的杰克逊维尔逝世。